# هيو ماكلين
هيو ماكلين (بالإنجليزية: Hugh McLean)‏ هو لاعب كرة قدم ومدرب كرة قدم بريطاني في مركز الوسط، ولد في 20 يناير 1952 في Stornoway ‏ في المملكة المتحدة. لعب مع سويندون تاون ونادي دمبرتون ووست بروميتش ألبيون.